# Arotromima
Arotromima là một chi bướm đêm thuộc họ Gelechiidae. Named after Arotromima Meyrick, 1929.